# Kostel svatého Jiljí (Heřmaň)
Kostel svatého Jiljí je kulturní památka a farní kostel římskokatolické farnosti Heřmaň u Písku. Součástí kulturní památky je i přilehlý hřbitov a zděná ohradní zeď s brankou.

## Historie
Kostel byl postaven v polovině 13. století, a to v raně gotickém slohu s románskými prvky (např. západní portál). První písemná zmínka o tomto kostele pochází z roku 1254. V roce 1330 přešel tento kostel z královského majetku do správy kapituly sv. Petra a Pavla na Vyšehradě. V letech 1717 až 1719 byl kostel přestavěn v barokním slohu, a to podle návrhu Pavla Ignáce Bayera. Po požáru v roce 1813 byl kostel opraven.

## Popis
Kostel je jednolodní. Presbytář má křížovou klenbu a pětiboký závěr. Hranolová věž byla přistavěna dodatečně. Na vnější zdi kostela je umístěna pamětní deska básníka Jana Čarka. Na vnitřní straně ohradní zdi kostela a přilehlého hřbitova je umístěno sedm historických náhrobků. Na vnější straně této zdi je zazděn fragment gotického sanktuaria se znakem vyšehradské kapituly.